# Gare de Venise-Santa-Lucia
La gare de Venise-Santa-Lucia (en italien : stazione di Venezia Santa Lucia) est une gare ferroviaire italienne, située sur l'île de Venise. En sortant de la gare, on est face au Grand Canal et à l'église San Simeone Piccolo, dont on voit le dôme sur l'autre rive.
Mise en service en 1846, c'est la seconde gare de la commune de Venise, après la gare de Venise-Mestre située sur le continent ; elle est fréquentée par 30 millions de voyageurs chaque année. C'est l'une des treize plus grandes gares du pays, gérée par la Grandi Stazioni. Elle est desservie par des trains de Trenitalia.

## Situation ferroviaire

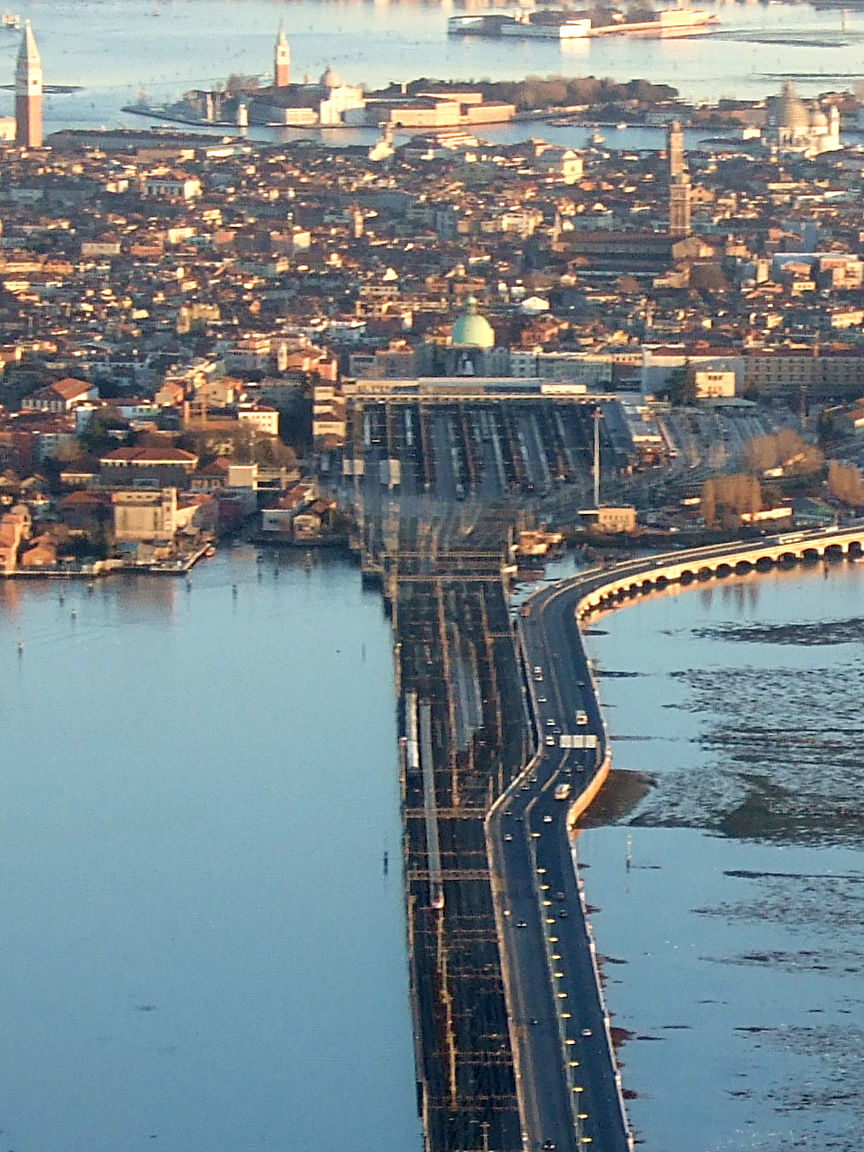
Vue générale de la gare.

Établie à 2 mètres d'altitude, la gare terminus de Venise-Santa-Lucia est située au point kilométrique (PK) 266,341 de la ligne de Milan à Venise (it), après la gare de Venise-Porto-Marghera (it), qui s'intercale après la gare de Venise-Mestre. Elle est également l'origine ou l'aboutissement des lignes : de Venise à Udine (it), de Venise à Trieste (it) et de Trente à Venise (it).
Une ligne à quatre voies relie les gares de Venise-Santa-Lucia et Venise Mestre par l'intermédiaire du viaduc des lagunes.

## Histoire
La gare d'origine fut construite après 1860 sur le site de l'église Santa Lucia, d'où elle tire son nom, non loin du nouveau pont des Scalzi, construit en fer en 1858 et refait dans son état actuel en 1934. Située dans le sestiere de Cannaregio, la gare actuelle est une construction moderne de 1954 implantée au milieu des bâtiments historiques de la Sérénissime.
Venise étant la capitale administrative de la Vénétie, la gare de Santa Lucia est d'abord fréquentée par tous les employés résidant sur la terre ferme à Mestre ainsi que par les touristes venant du reste de l'Italie et de pays européens voisins reliés à Venise par le train.
Au début des années 2010, la gare, qui compte une desserte quotidienne d'environ 450 trains, voit passer 82 000 voyageurs chaque jour pour 30 millions annuellement.

## Service des voyageurs

### Dessertes internationales
- Venise-Simplon-Orient-Express (VSOE), dont la desserte la plus régulière est Paris (avec correspondance — par Eurostar — vers Londres)[2]
- European Sleeper (en) (ES) pour Vérone, Innsbruck, Munich, Cologne, Eindhoven et Bruxelles (desserte hivernale)
- Nightjet (NJ) pour Vienne et Munich
- Railjet (RJ) pour Vienne
- EuroCity (EC) pour Zurich, Genève et Munich

### Intermodalité
La gare est desservie par l'arrêt Santa Lucia du vaporetto, et notamment les lignes 1 de l'omnibus et 82 du direct pour le pont du Rialto et la place Saint-Marc.